# IK Pegasi
IK Pegasi (HR 8210) – gwiazda w gwiazdozbiorze Pegaza, odległa o ok. 154 lata świetlnych od Słońca. Jest to układ spektroskopowo podwójny, najbliższy Ziemi prawdopodobny progenitor supernowej.

## Charakterystyka obserwacyjna
Obserwowana wielkość gwiazdowa układu to ok. 6,1m, zatem przy sprzyjających warunkach może on być dostrzeżony gołym okiem. Znajduje się w zachodniej części gwiazdozbioru Pegaza, w pobliżu jaśniejszej gwiazdy 1 Pegasi. Dwóch składników układu nie da się rozdzielić wizualnie.
Nachylenie orbit bliskie 90° sugeruje, że w zakresie ultrafioletu możliwe jest zaobserwowanie zaćmień.

## Charakterystyka fizyczna

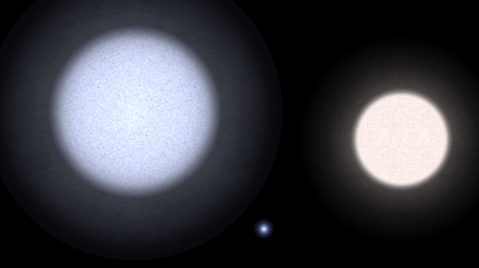
Składniki układu IK Pegasi w porównaniu ze Słońcem (z prawej)

### IK Pegasi A
Jest to biała gwiazda ciągu głównego, zaliczana do typu widmowego A8m, chociaż jej nowsza klasyfikacja uwzględniająca różne zakresy widmowe jest bardziej skomplikowana (kA6hA9mF0). Ma jasność ok. 6,6 razy większą niż jasność Słońca i temperaturę 7624 K. Jej masa to 1,65 masy Słońca, promień jest 1,6 raza większy od promienia Słońca. Rotuje z prędkością 32,5 ± 2,5 km/s.
IK Pegasi A jest gwiazdą zmienną typu Delta Scuti, pulsującą z częstotliwością 22,9 raza na dzień.

### IK Pegasi B
W 1993 roku zidentyfikowano słabszy składnik tego układu podwójnego: jest to biały karzeł należący do typu widmowego DA. Jego masa to 1,15 mas Słońca, a promień to 0,008 promienia Słońca. Temperatura jego powierzchni to 35 000 K.
Obydwie gwiazdy dzieli odległość ok. 44 promieni Słońca (~0,2 au). Składniki obiegają wspólny środek masy w czasie 21,7 dnia.

### Ewolucja układu
Układ IK Pegasi jest podobny do układu Syriusza pod tym względem, że tworzy go biała gwiazda ciągu głównego i biały karzeł, będący pozostałością po masywniejszej gwieździe, która zakończyła już życie; jest jednak stukrotnie ciaśniejszy. Prawdopodobnie składnik IK Peg B rozpoczął swoje istnienie jako gwiazda o masie nie mniejszej niż 5 mas Słońca. Odległość dzieląca składniki sugeruje, że w okresie gdy IK Peg B był w stadium nadolbrzyma, układ utworzył wspólną otoczkę o promieniu sięgającym ~840 R☉. Ta faza może odpowiadać za anomalie składu IK Peg A, która zyskała pewną część masy od rozdętej towarzyszki. Wspólna otoczka została szybko odrzucona, prowadząc do utraty większości masy w postaci mgławicy planetarnej (podobnie jak w przypadku NGC 2346), która od tamtego czasu rozproszyła się w Galaktyce.
Przyszłość tego układu może wyglądać dwojako, zależnie od tego, czy szybsza będzie ewolucja IK Peg A w olbrzyma, czy też zacieśnianie się orbit obu składników. W pierwszym przypadku układ ponownie utworzy wspólną otoczkę, aby odrzucić ją, tworząc układ dwóch masywnych białych karłów. Jeżeli jednak tempo zacieśniania orbit będzie szybsze, dojdzie do transferu masy na białego karła. Układ zamieni się w zmienną kataklizmiczną i prawdopodobnie po przekroczeniu granicy Chandrasekhara zakończy swoje istnienie eksplozją supernowej typu Ia.
Układ IK Pegasi oddala się od Słońca i chociaż jest obecnie najbliższym prawdopodobnym progenitorem supernowej, jest zbyt daleko, aby wywołać masowe wymieranie, a w przyszłości znacznie bardziej oddali się od Układu Słonecznego.